# Lijst van rijksmonumenten in Dodewaard
De plaats Dodewaard telt 10 inschrijvingen in het rijksmonumentenregister. Hieronder een overzicht.
| Object                                                    | Oorspronkelijke functie? | Bouwjaar                | Architect            | Locatie                 | Coördinaten?                  | Nr.?   | Afbeelding                    |
| --------------------------------------------------------- | ------------------------ | ----------------------- | -------------------- | ----------------------- | ----------------------------- | ------ | ----------------------------- |
| Huis "Welgelegen"                                         | Woonhuis                 | derde kwart 19e eeuw    |                      | Dalwagen 1              | 51° 54' 30" NB, 5° 39' 21" OL | 12925  | Meer afbeeldingen             |
| Voormalig café "De Pluimenburg"                           | Horeca                   | midden 19e eeuw         |                      | Pluimenburgsestraat 2   | 51° 54' 32" NB, 5° 39' 31" OL | 12926  | Meer afbeeldingen             |
| Hervormde Kerk                                            | Kerk en kerkonderdeel    | 11e eeuw                |                      | Waalbandijk 58          | 51° 54' 21" NB, 5° 39' 7" OL  | 12933  | Meer afbeeldingen             |
| Toren der Hervormde Kerk                                  | Kerk en kerkonderdeel    | waarschijnlijk ca. 1100 |                      | Waalbandijk bij 58      | 51° 54' 21" NB, 5° 39' 7" OL  | 12934  | Meer afbeeldingen             |
| Station "Hemmen-Dodewaard"                                | Transport                | 1881-1882               | M.A. van Wadenoyen   | Boelenhamsestraat 4     | 51° 55' 21" NB, 5° 40' 25" OL | 512149 | Meer afbeeldingen             |
| Vrijstaande fietsenberging van station "Hemmen-Dodewaard" | Transport                | 1881-1882               |                      | Boelenhamsestraat bij 4 | 51° 55' 21" NB, 5° 40' 25" OL | 512150 | Meer afbeeldingen             |
| Vrijstaand voormalig toiletgebouw                         | Transport                | 1881-1882               | M.A. van Wadenoyen   | Boelenhamsestraat bij 4 | 51° 55' 21" NB, 5° 40' 25" OL | 512151 | Meer afbeeldingen             |
| Woonhuis "Het Ruyt"                                       | Woonhuis                 | 1889                    | Knoop van Petersburg | Kerkstraat 8            | 51° 54' 49" NB, 5° 39' 60" OL | 512152 | Woonhuis "Het Ruyt"           |
| Transformaterhuisje                                       | Nutsbedrijf              | ca. 1925                | Gerrit Versteeg sr.  | Waalbandijk 73          | 51° 54' 27" NB, 5° 39' 23" OL | 512153 | Transformaterhuisje           |
| Nederlands Hervormde pastorie                             | Kerkelijke dienstwoning  | 1893                    | Knoop                | Waalbandijk 59          | 51° 54' 22" NB, 5° 39' 7" OL  | 512156 | Nederlands Hervormde pastorie |